# Gare de Monestier-de-Clermont
Gare de Monestier-de-Clermont vasútállomás Franciaországban, Monestier-de-Clermont településen.

## Vasútvonalak
Az állomást az alábbi vasútvonalak érintik:
- Lyon-Perrache-Grenoble-Marseille-vasútvonal

## Kapcsolódó állomások
A vasútállomáshoz az alábbi állomások vannak a legközelebb:
- Gare de Vif
- Gare de Clelles - Mens